# ГЕС Гармон
ГЕС Гармон — гідроелектростанція в канадській провінції Онтаріо. Знаходячись між ГЕС Смокі-Фолс (вище по течії) та ГЕС Кіплінг, входить до складу каскаду на річці Маттагамі, правій твірній річки Мус (має устя на південному узбережжі затоки Джеймс — південно-східної частини Гудзонової затоки).
У межах проекту річку перекрили бетонною греблею довжиною понад три сотні метрів, яка утримує витягнуте по долині річки на 4 км водосховище з площею поверхні 3 км2. Останнє має корисний об'єм 6,9 млн м3, що забезпечується коливанням рівня в операційному режимі в діапазоні 3,4 метра.
Пригреблевий машинний зал у 1965 році обладнали двома пропелерними турбінами потужністю по 70 МВт, які при напорі у 31 метр забезпечували виробництво 675 млн кВт-год електроенергії на рік. В 2014-му до них додали ще одну з показником у 78,3 МВт.
Видача продукції відбувається по ЛЕП, розрахованій на роботу під напругою 230 кВ.